# ورا کروز (ایندیانا)
ورا کروز، ایندیانا (به انگلیسی: Vera Cruz, Indiana) یک سکونتگاه مسکونی در ایالات ایندیانا، آمریکا است که در شهرستان ولز واقع شده‌است.

## خصوصیات
ورا کروز ۰٫۲۶ کیلومترمربع مساحت و ۸۰ نفر جمعیت دارد و ۲۵۱ متر بالاتر از سطح دریا واقع شده‌است.